# Ничипоренко Іван Іванович
Іва́н Іва́нович Ничипоре́нко (6 (18) вересня 1842, Межигір'я — 12 (25) січня 1910, Київ) — український педагог і освітній діяч, дійсний статський радник.

## Біографія

Могила І. І. Ничипоренка

Народився 6 (18) вересня 1842 року в Межигір'ї (нині у складі села Нових Петрівців Вишгородського району Київської області).
З 1865 до 1879 рік викладав історію й географію в гімназіях Полтави, Немирова, Мурома. У 1879—1890 роках був директором Колегії Павла Ґалаґана в Києві. Багато уваги приділяв активізації методів навчання, самостійній роботі учнів.
Помер 12 (25) січня 1910 року в Києві. Похований в Києві на Лук'янівському кладовищі (ділянка № 9, ряд 5, місце 19). Надгробок — на чорному гранітному постаменті гранітний хрест.

## Родина
- батько Іван Макарович — помічник комісара фаянсової фабрики в Межигір'ї;
- брат Андрій Іванович — член організації «Земля і воля». Зустрічався з Т. Шевченком, Герценим. Помер в Петропавлівській фортеці[1].